# Menfi Sangiovese
Il Menfi Sangiovese  è un vino DOC istituito con decreto dell'1/09/97 pubblicato sulla gazzetta ufficiale del 12/09/97 n 213.
Abbraccia vini prodotti nei comuni di Menfi, Sciacca, Sambuca di Sicilia in provincia di Agrigento e Castelvetrano in provincia di Trapani.

## Vitigni con cui è consentito produrlo
- Sangiovese minimo 85%
- Altri vitigni a bacca rossa, raccomandati e/o autorizzati per la provincia di Agrigento, da soli o congiuntamente, fino ad un massimo del 15%.

## Caratteristiche organolettiche
- colore: rosso rubino con sfumature violacee;
- profumo: vinoso, con sentore di frutti di bosco;
- sapore: asciutto, armonico, leggermente tannico;

## Produzione
Provincia, stagione, volume in ettolitri